# 工藤禎子
工藤 禎子（くどう ていこ、1964年〈昭和39年〉5月22日 - ）は、日本の銀行家、実業家。三井住友フィナンシャルグループ取締役代表執行役副社長兼三井住友銀行代表取締役副頭取。2023年6月までトヨタ自動車取締役（社外取締役）。

## 人物
フェリス女学院中学校・高等学校を経て、1987年慶應義塾大学経済学部経済学科（理論経済学：福岡正夫研究会）を卒業後、住友銀行 （現 : 三井住友銀行）に女性総合職1期生として入行。2年間の支店勤務を経て、国際業務部に異動。
2014年、三井住友銀行初の女性執行役員に就任し、2017年常務執行役員。2018年にはトヨタ自動車社外取締役も兼務する (トヨタで初の女性取締役)。
2020年、三井住友フィナンシャルグループ専務執行役員兼三井住友銀行専務執行役員。
2021年、三井住友フィナンシャルグループ取締役執行役専務CRO兼三井住友銀行取締役兼専務執行役員 (メガバンク初の女性社内取締役) 。
2024年、三井住友フィナンシャルグループ取締役代表執行役副社長CCO兼三井住友銀行代表取締役兼副頭取執行役員 (メガバンク初の女性副頭取) 。
社会的活動として、経済産業省総合資源エネルギー調査会委員を務めている。

## 略歴
- 1987年
  - 3月 - 慶應義塾大学経済学部経済学科（理論経済学：福岡正夫研究会[4]）卒業
  - 4月 - 住友銀行（現：三井住友銀行）入行
- 1999年　- 国際営業部プロジェクトファィナンス室室長代理[3]
- 2006年　- ストラクチャーファィナンス営業部制度金融グループ長[3]
- 2009年　- ストラクチャーファィナンス営業部環境ソリューション室長[3]
- 2012年　- 成長産業クラスター室長[3][10]
- 2014年　- 執行役員[3]
- 2017年　- 常務執行役員[3]
- 2018年　- トヨタ自動車取締役（社外取締役）
- 2020年　- 三井住友フィナンシャルグループ専務執行役員・三井住友銀行専務執行役員
- 2021年　- 三井住友フィナンシャルグループ取締役執行役専務・三井住友銀行取締役執行役専務
- 2024年　- 三井住友フィナンシャルグループ取締役代表執行役副社長・三井住友銀行代表取締役副頭取　(現職)